# Julien Féret
Pour les articles homonymes, voir Féret.
Julien Féret, né le 5 juillet 1982 à Saint-Brieuc, est un footballeur international français à la retraite. 
Originaire de Bretagne, il se révèle sur le tard, ne découvrant la Ligue 1 qu'à l'âge de vingt-six ans. Auparavant, il joue durant cinq saisons en National et en Ligue 2, avec Cherbourg, Niort puis Reims. Il rejoint le haut niveau sous les couleurs de Nancy puis du Stade rennais FC.

## Biographie

### Enfance et débuts
Julien Féret est originaire des Côtes-d'Armor. Il commence la pratique du football à l'US Langueux, dans la commune où habite sa famille. Rapidement, il est repéré par le Stade briochin, où ont joué son père Daniel et son frère Nicolas, mais attend plusieurs années avant de se décider à quitter son club de Langueux. Après quelques années passées dans les équipes de jeunes du Stade briochin, il est intégré en équipe première au cours de la saison 1999-2000 par Pierre-Yves David, et découvre le CFA2 à dix-sept ans seulement.
Ses performances attirent le regard des clubs professionnels. Alors que l'En Avant de Guingamp souhaitait déjà le recruter — une proposition rejetée par le joueur et sa famille, désireux de rester à Saint-Brieuc jusqu'à l'obtention du baccalauréat —, c'est finalement le Stade rennais qui parvient à obtenir ses faveurs. Julien Féret intègre donc le centre de formation du club d'Ille-et-Vilaine en 2000, à l'âge de dix-huit ans. Ses débuts y sont difficiles, encaissant mal la multiplication des entraînements et le changement d'environnement. Il met six mois avant de s'acclimater totalement à son nouveau club. Pour autant, Féret joue directement avec l'équipe réserve, en Championnat de France amateur, et dispute dix matchs pour sa première saison, puis autant lors de la seconde. En 2002-2003, il devient enfin un titulaire à part entière, et dispute vingt-six rencontres. Lors de ses années de formation, Julien Féret a notamment pour partenaires des joueurs comme Sébastien Puygrenier, Étienne Didot, Hérita Ilunga ou Jacques Faty.

### Débuts professionnels à retardement (2003-2005)
Alors qu'il semble promis à un contrat professionnel au Stade rennais, Féret n'est finalement pas conservé par le club breton. Patrick Rampillon, directeur du centre de formation, le trouve alors « un peu juste pour passer pro », avec un « manque de caractère, de personnalité et de mental ». Le joueur, lui, prend un gros coup au moral, et envisage de laisser tomber sa carrière de footballeur pour devenir professeur d'éducation physique et sportive, n'ayant dans un premier temps qu'une proposition du club amateur de Loudéac.
Au cours de l'été, il reçoit finalement une proposition de l'AS Cherbourg Football entraînée par Patrice Garande, celui-ci souhaitant le relancer. Féret découvre dans la Manche le Championnat National pour la saison 2003-2004. Titulaire au milieu de terrain, il marque trois buts et donne trois passes décisives en championnat. Ses performances ne passent pas inaperçues, et Féret est recruté par les Chamois niortais à l'été 2004. Il signe alors son premier contrat professionnel pour une durée de deux saisons. Dans les Deux-Sèvres, le Costarmoricain est d'abord remplaçant, mais s'impose en tant que titulaire à partir de la mi-septembre 2004. Il dispute au total 31 rencontres de Ligue 2, mais Niort termine bon dernier et descend en National. Ses dirigeants décident de le laisser partir malgré son année de contrat restante et Féret signe pour trois saisons avec le Stade de Reims lors de l'été 2005, avec une indemnité de transfert de 40 000 euros.

### Affirmation en Ligue 2 et arrivée tardive en Ligue 1
Le Stade de Reims est alors un club ambitieux, qui cherche de la stabilité pour viser le haut du classement de Ligue 2. Féret s'installe immédiatement comme titulaire au milieu de terrain, et devient une pièce majeure du dispositif offensif rémois durant trois saisons. En 2006-2007, il inscrit ainsi neuf buts en championnat, et offre de nombreux buts à l'attaquant Cédric Fauré qui en inscrit quinze durant cette saison. La saison 2006-2007 permet aussi au Stade de Reims de réaliser un beau parcours en Coupe de la Ligue, le club champenois parvenant en demi-finale, battu par les Girondins de Bordeaux, futurs lauréats. Reims élimine deux clubs de Ligue 1, l'AS Monaco en huitièmes de finale, et le Stade rennais, club formateur de Julien Féret, en quart de finale. Le milieu de terrain est titulaire au stade de la route de Lorient, et est à l'origine de l'unique but de la rencontre, inscrit par Fauré.

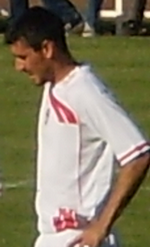
Julien Féret sous le maillot nancéien en juillet 2009.

Lors de ses deux premières années à Reims, Julien Féret progresse sur le plan de l'endurance, ce qui lui permet de modifier son jeu, et de s'affirmer comme l'un des meilleurs joueurs de Ligue 2. À l'issue de la saison 2006-2007, il est nommé pour le trophée UNFP du meilleur joueur de la saison mais est finalement devancé par Yoan Gouffran. Il figure néanmoins dans l'équipe-type de la saison. Ses performances intéressent alors plusieurs clubs de Ligue 1, aux premiers rangs desquels le RC Strasbourg et l'AS Nancy-Lorraine, mais le transfert ne se réalise finalement pas. En 2007-2008, la dernière saison réalisée par Féret à Reims est finalement moins accomplie, ce qui fait regretter au joueur de ne pas être parti dès l'été 2007.
Le 27 mai 2008, Julien Féret est finalement transféré à l'AS Nancy-Lorraine. Il signe un contrat de trois ans, avec une indemnité de transfert de 1,7 million d'euros, ce qui le place alors comme le plus gros transfert de l'histoire du Stade de Reims. À Nancy, Féret intègre une équipe qui dispute la Coupe UEFA, après avoir terminé le championnat précédent en quatrième position. Sa première saison, en 2008-2009, est selon ses termes une année d'apprentissage et d'acclimatation à une Ligue 1 qu'il découvre à l'âge de 26 ans. Malgré tout, il devient en cours de saison l'un des hommes de bases du collectif nancéien, disputant trente-et-un matchs de championnat, dont vingt-deux comme titulaire, donnant trois passes décisives et marquant quatre buts. L'un d'eux, inscrit le 1er mars 2009 face au Paris Saint-Germain au Parc des Princes, soulève l'admiration du portier adverse Mickaël Landreau : déporté sur le côté gauche, Féret le trompe d'un lob subtil du pied droit, malgré l'angle fermé. En coupe d'Europe, Féret réalise également de bonnes prestations. Aligné à cinq reprises, il marque deux buts, la moitié de son total de la saison en championnat.

### Aux portes de l'équipe de France

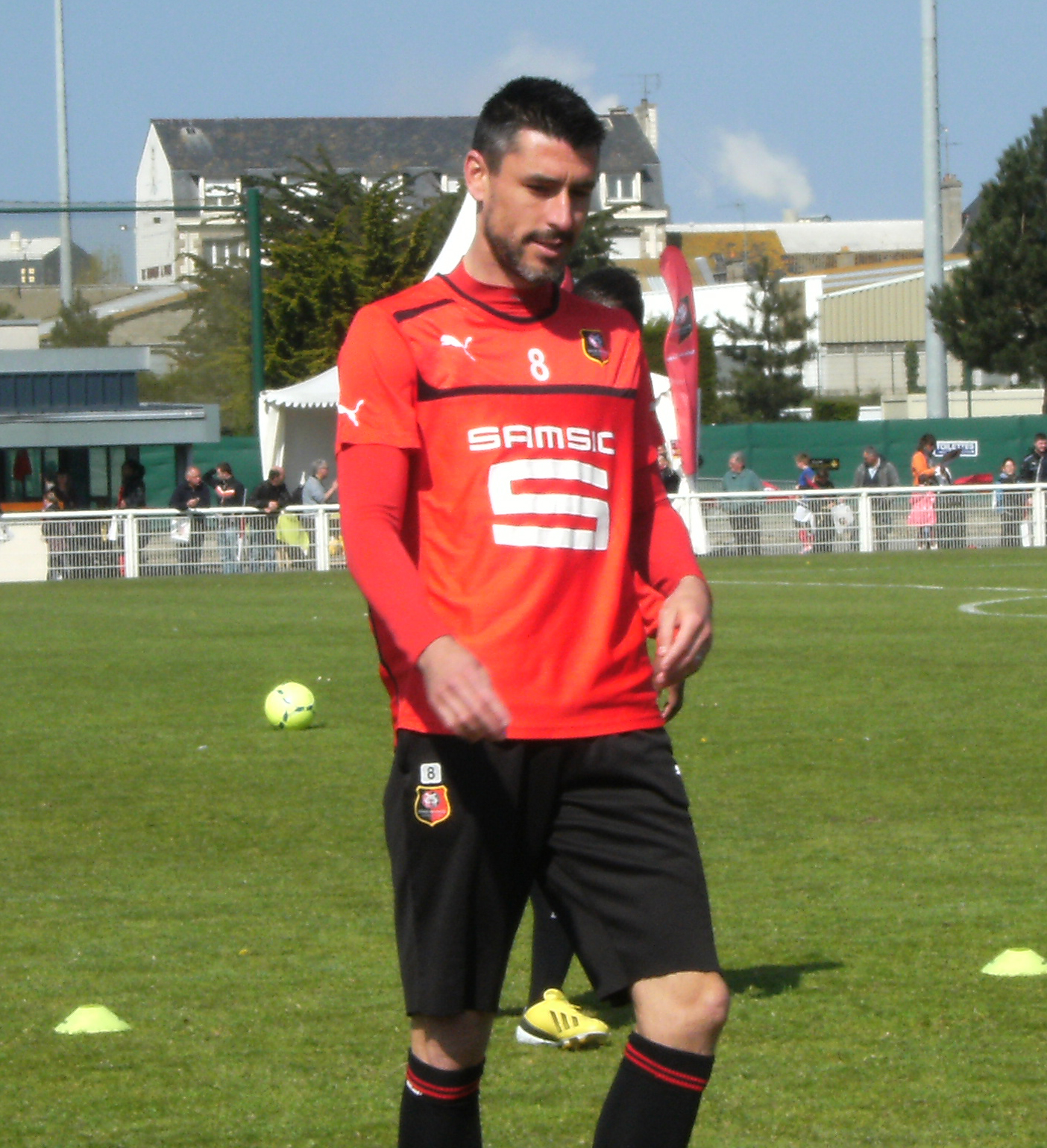
Julien Féret à l'entraînement avec le Stade rennais FC en mai 2013.

Loin de sa quatrième place acquise en 2008, l'AS Nancy-Lorraine rentre un peu dans le rang les saisons suivantes, se contentant de trois places dans la deuxième partie du classement en 2009 (quinzième), 2010 (douzième) et 2011 (treizième). Julien Féret devient pour sa part un membre intangible du onze de départ de son entraîneur Pablo Correa, et multiplie les titularisations. Pour sa seconde saison en Lorraine, il marque six buts et donne surtout huit passes décisives, ce qui le classe parmi les dix meilleurs passeurs de Ligue 1. Au début de l'été 2010, il prolonge son contrat de deux ans à Nancy, ce qui bloque un éventuel départ. Cité à la fin du mois d'août comme un possible successeur de Yoann Gourcuff à Bordeaux, il reste donc en Lorraine pour la saison 2010-2011. Dès le début de saison, Féret réalise quelques prestations de haut-niveau. À partir de la fin septembre 2010, il reçoit plusieurs pré-convocations de la part de Laurent Blanc, sélectionneur de l'équipe de France, et peut alors espérer devenir le sixième joueur nancéien de l'histoire à évoluer chez les Bleus. Il continue à recevoir plusieurs pré-convocations comme des signes d'encouragement pour continuer à progresser.
En championnat, Féret boucle sa saison avec six buts et cinq passes décisives en l'espace de trente-six rencontres, au sein d'une équipe en lutte constante pour son maintien en Ligue 1. Pablo Correa le positionne alors régulièrement comme milieu offensif déporté sur l'aile, alors que l'axe reste sa place de prédilection. Dès janvier 2011, son départ de Nancy est évoqué, ses dirigeants laissant la porte ouverte à un transfert afin de combler des pertes financières. Rapidement, le Stade rennais FC se montre désireux de faire revenir son ancien joueur, alors que Féret déclare suivre toujours avec intérêt son ancien club et souhaiter y revenir. Le 9 juin 2011, le Stade rennais FC annonce être parvenu à un accord avec l'AS Nancy-Lorraine pour un transfert du joueur entre les deux clubs, transfert qui est officialisé le 22 juin 2011 avec la signature d'un contrat de trois ans. L'indemnité de transfert évoquée est de quatre millions d'euros environ. Au Stade rennais FC, il s'impose au poste de meneur de jeu. Il termine sa première saison à Rennes en ayant joué 49 matchs, toutes compétitions confondues. En Ligue 1, il inscrit 8 buts et donne 9 passes décisives en 35 rencontres.

### Relance à Caen (2014-2018)
En fin de contrat au Stade rennais FC, Julien Féret quitte de nouveau son club formateur. Il décide de s'engager avec le club normand du Stade Malherbe de Caen, avec lequel il signe le 16 juin 2014 un contrat d'un an, assorti d'une année supplémentaire en option. Il retrouve à Caen l'entraîneur Patrice Garande, qu'il avait connu à l'AS Cherbourg.
Il inscrit son premier but sous ses nouvelles couleurs lors du 1/16e de finale de la Coupe de la Ligue face à Clermont. Malgré une première partie de saison difficile, où il peine à retrouver son niveau, il se ressaisit parfaitement à partir de la 22e journée de championnat (janvier 2015) il réalise 1 but et 3 passes décisives pour une victoire 1-4 face à Rennes, son ancien club. Le capitaine caennais refait parler de lui lors du match suivant où il donne une victoire précieuse aux siens face à Saint-Étienne en inscrivant le but victorieux (1-0), permettant à son équipe de sortir momentanément de la zone de relégation.Il commence l'année 2015 de la meilleure des manières, étant impliqué dans 6 buts (3 buts, 3 passes décisives) en Ligue 1, plus que n'importe quel autre joueur lors de la deuxième partie de saison. Pour ses excellentes performances en début de reprise hivernale, Féret est nommé au titre UNFP du joueur du mois de janvier, qui sera finalement remporté par Alexandre Lacazette. Parallèlement à cela, Julien Féret continue à réaliser des performances convaincantes comme celle face à Toulouse (2-0) portant le nombre de victoires d'affilée caennaises à quatre, où il marque sur pénalty, ainsi que celle face à Lens (4-1) où il s'illustre à la fois en marquant (sur pénalty) et en délivrant une passe décisive à Emiliano Sala.
Le 2 janvier 2016, il prolonge son contrat d'une année supplémentaire avec une année en option au vu de son implication dans les bons résultats du Stade Malherbe de Caen en 2015.
En avril 2016, il fait partie d'une liste de 58 joueurs sélectionnables en équipe de Bretagne, dévoilée par Raymond Domenech qui en est le nouveau sélectionneur.

### Avec Auxerre (2018-2019)
Le 10 août 2018, libre de tout contrat, il rejoint l'AJ Auxerre.
Le 17 mai 2019, il met un terme à sa carrière sportive à l'âge de 36 ans.

## Statistiques
| Saison                | Club                  | Championnat           | Championnat | Championnat | Championnat | Coupe nationale | Coupe nationale | Coupe nationale | Coupe de la Ligue | Coupe de la Ligue | Coupe de la Ligue | Compétition(s) continentale(s) | Compétition(s) continentale(s) | Compétition(s) continentale(s) | Compétition(s) continentale(s) | Total | Total | Total |
| Saison                | Club                  | Division              | M.          | B.          | P.d.        | M.              | B.              | P.d.            | M.                | B.                | P.d.              | Comp.                          | M.                             | B.                             | P.d.                           | M.    | B.    | P.d.  |
| 2004-2005             | Chamois niortais      | Ligue 2               | 31          | 2           | 0           | -               | -               | -               | 1                 | 0                 | 0                 | -                              | -                              | -                              | -                              | 32    | 2     | 0     |
| Sous-total            | Sous-total            | Sous-total            | 31          | 2           | 0           | 0               | 0               | 0               | 1                 | 0                 | 0                 | -                              | -                              | -                              | -                              | 32    | 2     | 0     |
| 2005-2006             | Stade de Reims        | Ligue 2               | 36          | 3           | 0           | -               | -               | -               | 1                 | 0                 | 0                 | -                              | -                              | -                              | -                              | 37    | 3     | 0     |
| 2006-2007             | Stade de Reims        | Ligue 2               | 31          | 9           | 0           | 1               | 0               | 0               | 4                 | 1                 | 0                 | -                              | -                              | -                              | -                              | 36    | 10    | 0     |
| 2007-2008             | Stade de Reims        | Ligue 2               | 28          | 5           | 0           | 1               | 0               | 0               | 1                 | 0                 | 0                 | -                              | -                              | -                              | -                              | 30    | 5     | 0     |
| Sous-total            | Sous-total            | Sous-total            | 95          | 17          | 0           | 2               | 0               | 0               | 6                 | 1                 | 0                 | -                              | -                              | -                              | -                              | 103   | 18    | 0     |
| 2008-2009             | AS Nancy-Lorraine     | Ligue 1               | 31          | 4           | 4           | 1               | 0               | 0               | 2                 | 0                 | 0                 | C3                             | 5                              | 2                              | 1                              | 39    | 6     | 5     |
| 2009-2010             | AS Nancy-Lorraine     | Ligue 1               | 37          | 5           | 8           | 2               | 0               | 0               | 2                 | 1                 | 0                 | -                              | -                              | -                              | -                              | 41    | 6     | 8     |
| 2010-2011             | AS Nancy-Lorraine     | Ligue 1               | 36          | 6           | 5           | 3               | 3               | 0               | 1                 | 0                 | 0                 | -                              | -                              | -                              | -                              | 40    | 9     | 5     |
| Sous-total            | Sous-total            | Sous-total            | 104         | 15          | 17          | 6               | 3               | 0               | 5                 | 1                 | 0                 | -                              | 5                              | 2                              | 1                              | 120   | 21    | 18    |
| 2011-2012             | Stade rennais FC      | Ligue 1               | 35          | 8           | 10          | 5               | 3               | 0               | 1                 | 0                 | 0                 | C3                             | 8                              | 2                              | 2                              | 49    | 13    | 12    |
| 2012-2013             | Stade rennais FC      | Ligue 1               | 37          | 11          | 5           | 1               | 1               | 0               | 5                 | 1                 | 2                 | -                              | -                              | -                              | -                              | 43    | 13    | 7     |
| 2013-2014             | Stade rennais FC      | Ligue 1               | 16          | 0           | 2           | 1               | 1               | 0               | 2                 | 0                 | 0                 | -                              | -                              | -                              | -                              | 19    | 1     | 2     |
| Sous-total            | Sous-total            | Sous-total            | 88          | 19          | 17          | 7               | 5               | 0               | 8                 | 1                 | 2                 | -                              | 8                              | 2                              | 2                              | 111   | 27    | 21    |
| 2014-2015             | SM Caen               | Ligue 1               | 37          | 6           | 4           | -               | -               | -               | 1                 | 1                 | 0                 | -                              | -                              | -                              | -                              | 38    | 7     | 4     |
| 2015-2016             | SM Caen               | Ligue 1               | 38          | 4           | 6           | 1               | 0               | 0               | 1                 | 0                 | 0                 | -                              | -                              | -                              | -                              | 40    | 4     | 6     |
| 2016-2017             | SM Caen               | Ligue 1               | 35          | 2           | 3           | 2               | 0               | 0               | -                 | -                 | -                 | -                              | -                              | -                              | -                              | 37    | 2     | 3     |
| 2017-2018             | SM Caen               | Ligue 1               | 37          | 0           | 1           | 5               | 0               | 0               | -                 | -                 | -                 | -                              | -                              | -                              | -                              | 42    | 0     | 1     |
| Sous-total            | Sous-total            | Sous-total            | 147         | 12          | 14          | 8               | 0               | 0               | 2                 | 1                 | 0                 | -                              | 0                              | 0                              | 0                              | 157   | 13    | 14    |
| 2018-2019             | AJ Auxerre            | Ligue 2               | 32          | 1           | 3           | 1               | 0               | 0               | 2                 | 0                 | 0                 | -                              | -                              | -                              | -                              | 35    | 1     | 3     |
| Sous-total            | Sous-total            | Sous-total            | 32          | 1           | 3           | 1               | 0               | 0               | 2                 | 0                 | 0                 | -                              | -                              | -                              | -                              | 35    | 1     | 3     |
| Total sur la carrière | Total sur la carrière | Total sur la carrière | 497         | 66          | 51          | 24              | 8               | 0               | 24                | 4                 | 2                 | -                              | 13                             | 4                              | 3                              | 558   | 82    | 56    |